# Oliver Lustig
Oliver Lustig (n. 4 noiembrie 1926, Șoimeni, județul Cluj – d. 19 aprilie 2017, Cluj-Napoca) a fost un scriitor român de etnie evreiască, supraviețuitor al lagărului de exterminare de la Auschwitz, general-maior în Armata Română, doctor în istorie și economie politică, ziarist și scriitor autor de cărți despre Holocaust și despre cel de-al Doilea Război Mondial.

## Biografie
Familia Lustig a avut parte de soarta evreilor din Transilvania de Nord aflați sub administrația regimului nazist ungar: pe 3 mai 1944 Lustig a fost arestat, împreună cu părinții și cei șase frați ai săi și, duși la secția de poliție din Fodora, Cluj, apoi în lagărul de tranzit din Cluj (fosta fabrică de cărămidă, în apropierea căreia se află astăzi hipermarketul Real), de unde au fost deportați, în perioada 6-9 iunie, în lagărul de exterminare Auschwitz-Birkenau. La Birkenau (4 km de Auschwitz), unde se făceau selecțiile în vederea gazării și, respectiv, a trimiterii în lagărul de muncă de la Auschwitz, și-a pierdut mama și trei dintre frați, iar tatăl său a murit câteva luni mai târziu în lagărul de concentrare Mauthausen-Gusen.
În septembrie 1944 Oliver Lustig – care a primit nr. de deținut A 112398 – și fratele său, Emilian, au fost transferați în lagărul Kaufering 4, de unde au fost eliberați la 27 aprilie 1945 de militarii americani. Din cei nouă membri ai familiei sale (părinții și șapte copii), odată cu el au supraviețuit Holocaustului o soră și doi frați (4 supraviețuitori din aceeași familie).
Reîntors în România, s-a înscris la Universitatea din Cluj și în 1965 a obținut titlul de doctor în istoria doctrinelor economice. A fost încadrat ca jurnalist militar în Ministerul Apărării Naționale, fiind înaintat la gradul de locotenent-colonel în 1954, la vârsta de 28 de ani, apoi la cel de colonel. A lucrat la revista militară Apărarea patriei, ocupând pentru o perioadă funcția de redactor șef-adjunct. S-a pensionat în 1986.
Oliver Lustig a publicat o serie de cărți, dintre care 12 pe tema Holocaustului, traduse în limbile germană, maghiară, italiană, portugheză și engleză. Mărturiile personale ale lui Oliver Lustig și, respectiv, Leopold Schobel, de pe site-urile Supraviețuitori din România ai Holocaustului (Arhivat în 27 mai 2012, la Wayback Machine. și Auschwitz.ro Arhivat în 27 mai 2012, la Wayback Machine.) reprezintă doar două din nenumăratele istorii din perioada brutalelor măsuri antisemite care au culminat pentru cei mai mulți cu moartea.
La 23 august 2004 colonelul în retragere Oliver Lustig din Ministerul Apărării Naționale a fost înaintat la gradul de general-maior (cu o stea) în retragere.

## Onoruri
- Medalia „A cincea aniversare a Republicii Populare Române” (24 decembrie 1952) „pentru lupta și munca duse în vederea făuririi, consolidării și prosperării Republicii Populare Române”[5]
- Medalia „Virtutea Ostășească” clasa I (12 august 1959) „pentru contribuția activă la întărirea regimului democrat-popular”[6]
- Ordinul „23 August” clasa a V-a (10 august 1964) „pentru merite deosebite în opera de construire a socialismului, cu prilejul celei de a XX-a aniversări a eliberării patriei”[7]
- Ordinul Steaua Republicii Socialiste România clasa a IV-a (1970) „pentru contribuția adusă la întărirea forțelor armate, cu prilejul împlinirii a 25 de ani de la apariția primului număr al ziarului «Apărarea Patriei»”[8]
- Ordinul Național Steaua României în grad de cavaler (2007), „cu prilejul comemorării Zilei Holocaustului în România, în semn de profund respect pentru cutremurătoarele suferințe îndurate în lagărele de concentrare din timpul Celui de-al Doilea Război Mondial și pentru păstrarea memoriei Holocaustului”, împreună cu alți trei supraviețuitori ai Holocaustului.[9]

## Scrieri
- Însemnări din preajma crematoriului, Ed. Militară, București, 1957;
- Din umbra crematoriului, Ed. de Stat pentru Literatură și Artă, București, 1960;
- Viața în imperiul morții, roman, Ed. pentru literatură, București, 1969;
- Voi deveni ostaș al țării, Ed. Militară, București, 1969;
- Armata română în primii ani ai revoluției și construcției socialiste, Ed. Militară, București, 1975 - coautor;
- Atunci, acolo... la Auschwitz, Ed. Cartea Românească, București, 1977;
- Cronică în marș, 2 vol., Ed. Militară, București, 1978 - în colaborare cu Gh. Bejancu;
- Destin blestemat, Ed. Cartea Românească, București, 1980;
- Dicționar de lagăr: Amintiri din lagărul de la Birkenau, Ed. Cartea Românească, București, 1982 (ed. a II-a revăzută, Ed. Hasefer, București, 2002);
- Componente ale doctrinei militare române: reflecții, Ed. Militară, București, 1985 - coautor;
- Teroarea horthysto-fascistă în nord-vestul României: septembrie 1940 - octombrie 1944, Ed. Politică, București, 1985 - în colaborare cu Mihai Fătu, Ion Ardeleanu, Mircea Mușat, Gh. Bodea, Ludovic Vajda;
- Scrisori de dragoste spînzurate, roman, Ed. Cartea Românească, București, 1985;
- Martorii n-au dreptul să tacă, roman, Ed. Militară, București, 1986;
- Jurnal însîngerat, roman, Ed. Militară, București, 1987;
- Limbajul morții, memorii, Ed. Alex, București, 1990;
- Ecouri din holocaust în literatura universală: povestiri, antologie de texte alcătuită de Oliver Lustig, Ed. Hasefer, București, 2003;
- Ce rost are să vorbim despre Holocaust?, Ed. Compania, București, 2004;
- Procesul ghetourilor din nordul Transilvaniei, 2 vol., Ed. AERVH, București, 2007.

### Traduceri
- Éva Heyman, Am trăit atît de puțin: micul meu jurnal, Ed. Alex, București, 1991.

### Prefețe
- Marilena Lică-Mașala, „Am fost la Auschwitz deținutul A-13221”: convorbire realizată cu Leopold Schobel, Ed. Lică, Pitești, 2002;
- Ernő Lazarovits, Călător prin iad : povestea adevărată a unui supraviețuitor, Editura Institutul Cultural Român, Cluj-Napoca, 2004.